# IКона. Стив Джобс
iКона. Стив Джобс (англ. iCon: Steve Jobs) — книга Джеффри С. Янга и Уильяма Л. Саймона, рассказывающая о возвращении Стива Джобса в компанию Apple в 1996 году. Книга была написана в 2005 году.
Название книги двусмысленно — с одной стороны, iCon можно интерпретировать как то, что Стив Джобс являлся иконой в бизнесе и IT индустрии, а с другой стороны может переводиться как «Я — мошенник». Также в самом названии автор дает отсылку к таким продуктам Apple, как iPhone, iMac, iBook и ITunes.

## Содержание книги
- Расчётливый бунтарь
- Пролог
  - Часть I. Взлёты и падения
    - Глава 1. Истоки
    - Глава 2. Рождение компании
    - Глава 3. Вперёд, пираты!
    - Глава 4. Опыт поражения и неудач

  - Часть II. Новое начало
    - Глава 5. Следующий шаг
    - Глава 6. Шоу — бизнес
    - Глава 7. Мастер церемоний
    - Глава 8. Икона

  - Часть III. Формирование будущего
    - Глава 9. Великий Могол
    - Глава 10. Поиск новых путей
    - Глава 11. iPod. iTunes: образ жизни
    - Глава 12. Битва титанов
    - Глава 13. Шоу начинается
- Эпилог
- От авторов
- Примечания